# Fritzlar
Fritzlar (étym. Friedeslar, c'est-à-dire « endroit paisible ») est une ville allemande du Land de Hesse d'environ 15 000 habitants au riche passé. Elle se situe au bord de la rivière Eder. 
Chef-lieu d'évêché et ville d'empire, elle joua un rôle important dans le Saint-Empire au haut Moyen Âge, aussi bien sur le plan religieux avec l'abattage du chêne de Thor par Boniface de Mayence en 723, qu'avec l'élection d’Henri Ier lors de la diète de 919.

## Géographie
Fritzlar, située à 25 km à vol d'oiseau au sud-ouest de Cassel, appartient au pays montagneux du nord de la Hesse, dominée au nord par le massif du Habichtswald, et à l’ouest par le massif du Kellerwald (en). Non loin à l'ouest se trouve la confluence de l'Elbe avec l’Eder, sur la rive nord de cet affluent de la Fulda.
La ville est entourée de cultures fertiles et nombreux sommets basaltiques arrondis (en allemand Kuppe), souvent boisés, et dont plusieurs sont couronnés d'un château-fort ou de ruines médiévales : le Gudensberg, le Homberg, Felsberg, le Donjon d'Heiligenburg, le château d'Altenburg (lieu-dit de Felsberg), Jesberg et Naumburg.

## Histoire

### Boniface et la fondation de Fritzlar
La première mention écrite de Fritzlar remonte à 724 avec Boniface de Mayence (Winfrid), qui avait fait abattre l'année précédente le chêne sacré des Chattes au lieu-dit Geismar (auj. un quartier de Fritzlar). L'église romano-gothique Saint-Pierre aurait été, selon la tradition, construite entre le XIIe et le XIVe siècle à l'emplacement d'une chapelle en bois que Boniface aurait fait construire en 724 avec les branches du « Chêne de Thor ». Cet acte symbolique du moine britannique est souvent regardé comme le point de départ de l'évangélisation de l'Allemagne centrale et septentrionale. Comme il est peu vraisemblable que Boniface ait fait transporter tout ce bois, et qu'à coup sûr il ne voulait pas laisser subsister de reliques de l'arbre abattu pour éviter une renaissance du culte païen, il est très plausible que le chêne sacré se dressait sur la colline où se trouve aujourd'hui l'église Saint-Pierre.
Pour accomplir son œuvre missionnaire dans la Hesse septentrionale au pays des Chattes, entre les royaumes Francs et Saxons, Boniface avait établi sa base dans la ville franque de Büraburg, sur une colline faisant face à Fritzlar, sur la rive sud de l’Eder. Pour promouvoir l'évangélisation, il éleva Büraburg en évêché, le premier à l'est du Limes. À la mort de Witta, le premier et unique évêque (qui repose dans l'Abbaye d'Hersfeld), l'évêché ne fut pas maintenu, mais groupé avec l'archevêché de Mayence par Lull, l'élève et successeur de Boniface en tant qu'archevêque de Mayence. Fritzlar devait jouer par la suite un rôle considérable dans l'archevêché : le doyen du chapitre canonial de Saint-Pierre avait également rang d’archidiacre, haute fonction au sein du diocèse.
Le monastère bénédictin fondé à Fritzlar en 724 par Boniface s'imposa sous l'abbé Wigbert comme un haut-lieu de l'érudition religieuse et profane. L'école fut dotée en 731 du premier règlement connu. Charlemagne, qui fit édifier le premier palais impérial à Fritzlar, accorda la protection royale au monastère et le dota de nombreuses terres ; avec l'élévation de la communauté au rang d'abbaye royale en 782, la ville prit rapidement forme. Une fois accomplie la mission évangélique que lui avait assignée Boniface, le monastère fut élevé au rang de collégiale en 1005. Les chanoines ne vivaient plus en communauté, mais dans des maisons individuelles, les « curies », dont on peut encore voir certaines qui remontent au XIVe siècle. Le chapitre ne fut dissous qu'en 1803 dans le cadre de la Sécularisation générale. Son plus célèbre élève est le poète Herbort von Fritzlar, qui vivait vers 1200.

### Politique impériale d'Henri Ier

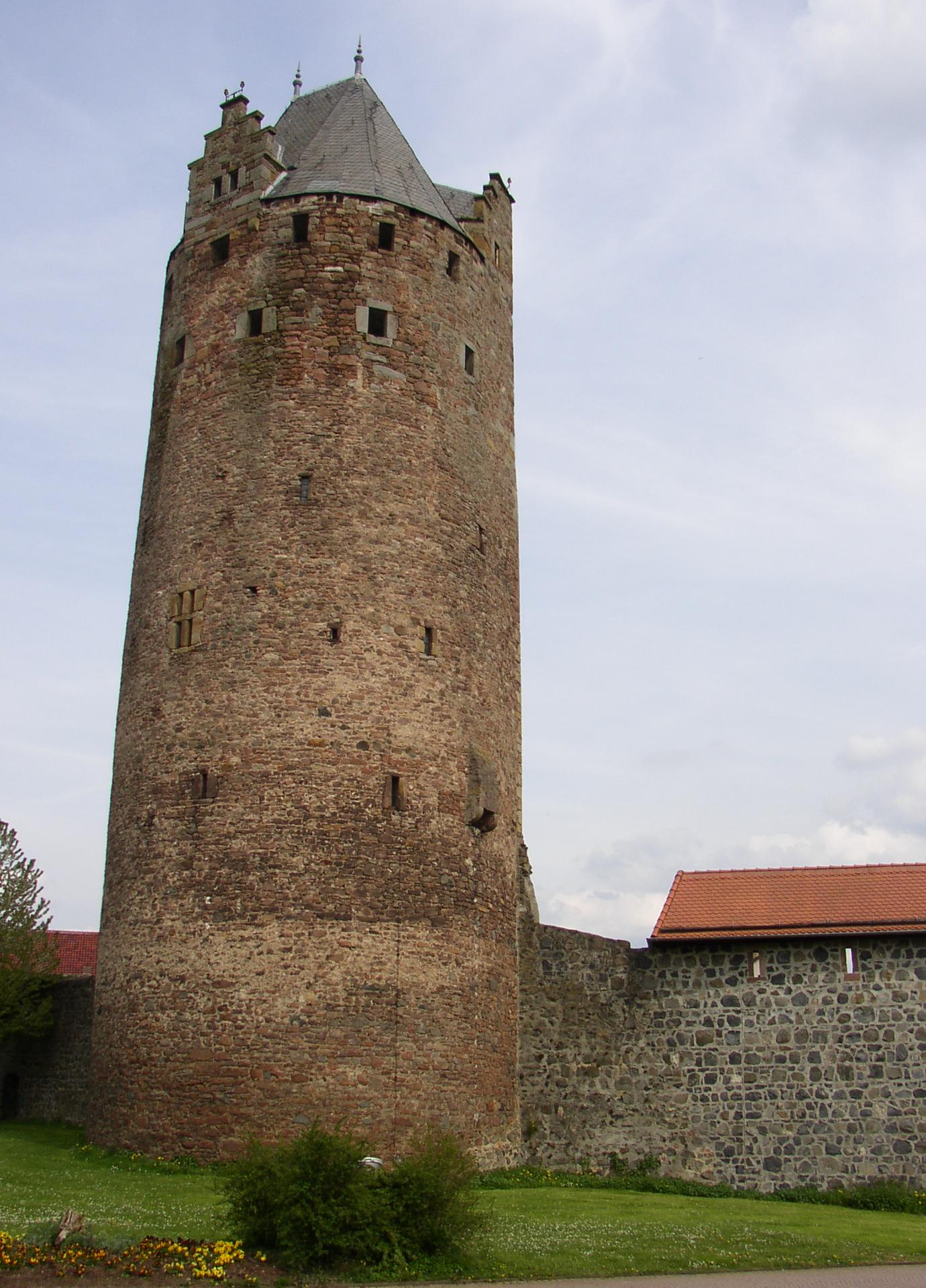
La « Tour Grise » (Grauer Turm).

La position privilégiée de la ville, à la frontière des colonies franques et saxonnes, et à un carrefour de plusieurs routes anciennes, fait de Fritzlar un séjour privilégié des souverains ottoniens et saliques lorsqu’ils voyagent en Hesse, même si le palais impérial, vraisemblablement construit au temps de Charlemagne, a aujourd'hui disparu : jusqu'à la fin du XIe siècle, il s'y tient des conciles religieux, des bans et des cérémonies royales. C'est à Fritzlar qu'en 906, un duel oppose victorieusement Conrad le Jeune de la dynastie des Conradiens à ses rivaux de la lignée des Babenberg pour l'hégémonie en Franconie ; et comme son propre père, Conrad l'ancien, a trouvé la mort dans l'affrontement, il hérite par la même occasion du titre de duc de Franconie. Conrad est couronné cinq ans plus tard roi de Francie orientale à Forchheim, succédant à son oncle Louis l’Enfant : c'est ainsi que le château fort aux confins ouest de Fritzlar devient palais royal.
La Diète d'Empire de Fritzlar, en 919, consacre le duc de Saxe Henri l'Oiseleur roi des Romains sous le nom de Henri Ier de Germanie. Le roi Conrad Ier, qui est mort en décembre 918 sans descendance mâle, a chargé son frère, le margrave (devenu duc à la mort de Conrad) Eberhard de Franconie de remettre le sceptre à Henri, car de son point de vue, seul Henri était en position d'apaiser les dissensions entre les Francs, les Saxons, de rattacher la Bavière ducale et la Souabe méridionales, ainsi que l'Alsace à la Francie Orientale, et ainsi de préserver l'unité du royaume. Eberhard et à sa suite le duc Bouchard Ier de Souabe appuient l'élection d’Henri, mais le duc Arnulf Ier de Bavière s'y oppose dans un premier temps, parce qu’Henri a mené en 921 une armée en Bavière. Henri est ainsi le premier Saxon à succéder aux Carolingiens sur le trône de Francie orientale. Son élection met un terme à la longue et amère rivalité qui oppose Francs et Saxons, et marque la naissance du Saint Empire médiéval, qui ne sera dissous qu’en 1806 par Napoléon.
La ville est à plusieurs reprises le siège de bans royaux et électoraux : les empereurs, en particulier les ottoniens et saliques, y tiennent à au moins quinze reprises leur ban, leur cour et leur lit de justice. La diète de Fritzlar de mai 953, présidée par Otton Ier, prononça de lourdes peines à l'encontre du fils de l'empereur, Ludolphe de Souabe et ses conjurés comme le duc de Lorraine Conrad le roux et l'archevêque de Mayence Frédéric. Au cours de l'affrontement opposant Henri IV et Rodolphe de Rheinfelden, Fritzlar est au moins à trois reprises le théâtre de tentatives de conciliation, jusqu'à ce qu'au printemps 1079 le prince Rodolphe réduise le palais impérial en cendres.
À Fritzlar se tiennent aussi trois synodes importants en 1118, 1244 et 1259. C'est lors du synode général de Fritzlar de 1118, présidé par le légat pontifical Cunon de Préneste, que fut prononcé l'anathème contre Henri IV, pour avoir persisté dans sa querelle des investitures. Le prince-évêque Othon de Bamberg, parce qu'en tant que chancelier d'empire il était resté fidèle au monarque allemand dans l'opposition au pape, fut déchu de son sacerdoce. Lors de cette assemblée, Norbert de Xanten, fondateur de l'ordre des Prémontrés et futur archevêque de Magdebourg, se défendit victorieusement en invoquant Jean le Baptiste de l'accusation d'hérésie, prononcée par le clergé régulier contre son apostolat charismatique itinérant et ses prêches de repentance. Le synode général du 30 mai 1244 confirma le bref papal déposant l’empereur Frédéric II, l’excommunication d’Erfurt prononcée par l'archevêque de Mayence, et vota 14 règlements pour renforcer l'ordre et la discipline ecclésiastique. Le synode de 1259 décida même de plusieurs questions sur l'administration ecclésiastique et la discipline, dont la fondation des béguinages.
La politique impériale passe une dernière fois par Fritzlar en 1400. Le duc Frédéric Ier de Brunswick-Lunebourg est élu Roi des Romains contre Venceslas de Luxembourg par une majorité de grands électeurs à la diète des princes de Francfort, mais l'archevêque Jean II de Nassau n'entérine pas ce vote, si bien que les deux partis quittent Francfort sur un désaccord. Le 5 juin 1400, l'anti-roi Frédéric est assassiné sur la route du retour près de Fritzlar à Kleinenglis, par le comte Henri V de Waldeck et ses sbires, Friedrich von Hertingshausen et Konrad von Falkenberg, hommes-lige et féaux de Mayence. Venceslas peut conserver sa couronne jusqu'à ce que le 20 août, il soit déposé et qu'on mette sur le trône à sa place le comte palatin Robert Ier. Un monument du XVe siècle, la croix impériale de Kleinenglis, commémore à cet emplacement le meurtre de Frédéric.

### Au Moyen Âge: une ville convoitée

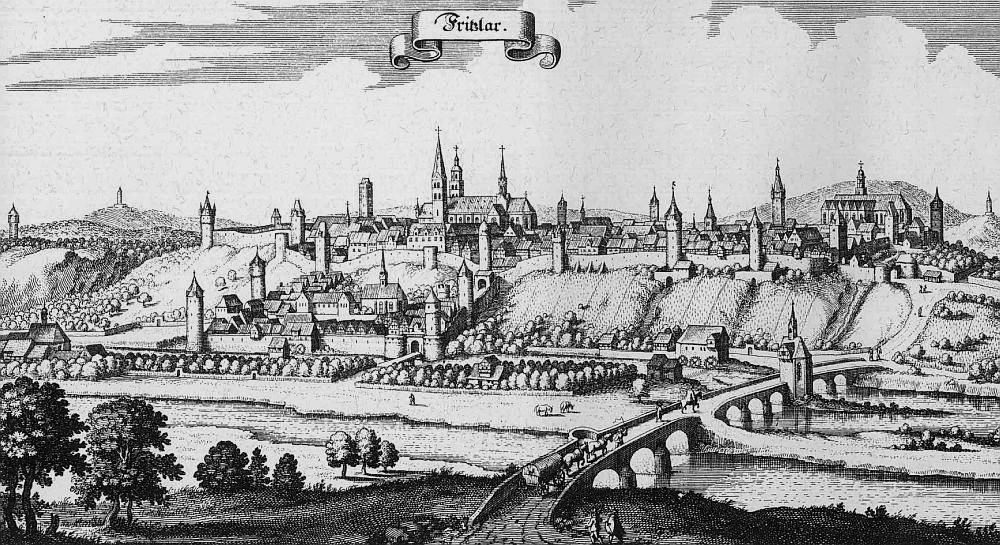
Gravure tirée de la Topographia Hassiæ de Matthäus Merian (1655).

Par sa position aux confins des possessions franques et saxonnes, puis plus tard en tant qu’enclave mayençaise au milieu du landgraviat de Thuringe et enfin du landgraviat de Hesse, Fritzlar a toujours été le prétexte, l'issue ou le théâtre d'affrontements armés (entre Francs et Saxons, entre seigneurs temporels et autorités spirituelles, ou entre princes catholiques et protestants). Elle a donc été souvent assiégée, plusieurs fois prise d'assaut et à chaque fois reconstruite.
La première destruction de la ville intervient dès 774, lors de la campagne de Saxe de Charlemagne : alors que le roi des Francs était en Italie, les Saxons font irruption depuis la Hesse septentrionale et assiègent le fort de Büraburg, où la population de Fritzlar a trouvé refuge. Ils ne parviennent pas à s'emparer du fort, pillent cependant la ville et la réduisent en cendres. Seule la basilique de Wigbert, en pierre, reste debout, ce qui donne naissance à la légende selon laquelle deux anges seraient apparus et auraient effrayé les pillards. La ville est aussitôt reconstruite, et dès 786, on y tient concile pour élire le troisième archevêque de Mayence. De cette année-là jusqu'en 1051, les abbés de Fritzlar seront investis du titre d'évêque à Mayence.
Entre 1066 et 1079, le diocèse, l'octroi, le château et la ville sortent un à un du domaine royal à la suite de donations de l'empereur Henri IV à l'archevêque de Mayence, et la ville, qui jusque-là était le cœur de la Basse-Hesse, perd ainsi son importance politique au sein de l'empire. La soumission à Mayence ne prend fin qu'avec le recès d'Empire de 1803. Cette inféodation pluri-séculaire est rappelée par le blason de la ville, la double roue de Mayence rouge sur fond d’argent.
La querelle opposant Henri IV à Rome et à l'anti-roi Rodolphe de Rheinfelden soutenu par le pape, devait toutefois entraîner pour la ville des conséquences encore plus funestes. En 1078-79, Henri, qui tient très souvent sa cour au château, a une fois de plus établi ses quartiers d'hiver à Fritzlar. Une armée saxonne, favorable à Rodolphe, attaque Henri IV à l'été suivant : ce dernier parvient à s'enfuir, mais la ville est prise et sérieusement dévastée. Selon l'archevêque de Mayence Vécilon, elle est encore pratiquement en ruine lorsqu'en 1085, on entreprend de la reconstruire.
Au cours des siècles suivants, Fritzlar (comme Naumburg, Hofgeismar et Amöneburg) sera la pierre d'angle de la géopolitique de Mayence en Hesse septentrionale, la ville demeurant le foyer des luttes entre les landgraves de Thuringe (et plus tard les landgraves de Hesse) et l'archevêque de Mayence. Le frère d'Henri le Raspon, Conrad de Thuringe, qui en tant que comte de Hesse (Gudensberg) revendique la partie hessoise du comté de Thuringe, s'empare de Fritzlar après un siège de trois mois le 15 septembre 1232. La ville est entièrement pillée et incendiée, et une grande partie des habitants sont passés par le fil de l'épée. D'anciennes chroniques rapportent que Conrad était sur le point de repartir lorsque des « femmes perdues » l'ont insulté du haut des remparts par des gestes si obscènes qu'il aurait donné l'ordre de reprendre l'assaut et de raser la ville. Conrad est excommunié pour cet acte, et doit faire pénitence à Rome. Il devient chevalier de l'Ordre teutonique en 1234, et revient à Fritzlar le 29 juin 1239 pour faire pénitence publique et, à ses frais et dépens, financer la reconstruction de l'église diocésaine. Les citadins se mettent immédiatement à l'œuvre, renforcent les murailles en étendant l'enceinte plus loin à l'est, pour dégager de l'espace pour le nouveau monastère franciscain et la commanderie des chevaliers teutoniques, dressent plusieurs tours le long des remparts et sept tours de garde à des points stratégiques autour de la ville.
Lorsque le 30 septembre 1244, l'archevêque Siegfried III y convoque le synode général, la cathédrale est presque entièrement reconstruite.
La ville subit pourtant de nouveau des dégâts considérables lorsqu’au printemps 1280 le landgrave Henri Ier de Hesse anéantit avec une armée de volontaires près de Fritzlar l’armée levée par l'archevêque de Mayence Werner d'Eppstein (de), appuyée par des renforts du comte Godefroi IV de Ziegenhain et du comte de Battenberg. Henri, cousin de Sainte Élisabeth, avait été proclamé landgrave de Hesse en 1247 sur la lande de Maden, mais devait constamment se garder de la pression du puissant électeur de Mayence sur la partie nord de son comté : la Hesse septentrionale, fief de la principauté de Mayence jusqu'en 1120, était sans prétendant légitime depuis la mort d’Henri le Raspon, et Mayence élevait à présent des prétentions sur ce territoire, dont elle réclamait le rattachement.
Sur le plan économique, la dépendance de l'archevêché de Mayence profitait plutôt à Fritzlar : les archevêques y favorisaient l'installation de marchands, la ville était le premier monnayage de Hesse, et elle surclassait Cassel pour le commerce du drap, des fourrures et des épices. Les premiers remparts sont érigés entre 1184 et 1196. Le quartier dit de « Neustadt », avec ses propres remparts, est fondé en 1280 : il gardera son indépendance jusqu'au XVIe siècle. L'alimentation en eau était assurée par un réseau de canalisations en bois, qui apportaient l'eau pompée dans l'Eder ou les retenues des moulins jusqu’aux fontaines et réservoirs de la place du marché et de la place de la cathédrale.
Conséquence du schisme de Mayence de 1346-1353, la plaine entre Fritzlar et Gudensberg est le théâtre d'une nouvelle bataille opposant Mayence et le comté de Hesse, au cours duquel le landgrave Henri II écrase l’archevêque Henri de Virnebourg. Ce dernier est déposé et remplacé par l'archevêque Gerlier pour avoir soutenu l’empereur Louis IV contre le pape Clément VI, qui soutient la candidature de Charles IV au trône de Roi des Romains. Mais Henri de Virnebourg ignore la décision du pape et disputera jusqu’à sa mort l’archevêché à Gerlier. Le landgrave Henri est partisan de Gerlier, et à la mort d'Henri de Virnebourg, Mayence doit, à la suite de la bataille de Fritzlar et pour honorer les promesses faites par Gerlier au landgrave Henri, concéder ses fiefs de Hesse ; seuls Fritzlar, Amöneburg et Naumburg lui restent.
La défaite complète de l’archevêque Conrad III de Dhaun contre le landgrave de Hesse Louis Ier le 23 juillet 1427 près de Fritzlar, puis le 10 août 1427 près de Fulda, et le début de la Réforme au XVIe siècle provoquent la décadence de la ville, qui est reléguée par Cassel. À l'issue de la Paix d'Augsbourg, Fritzlar, comme les villages voisins de Ungedanken et Rothelmshausen demeure mayençaise et catholique, tandis que le pays environnant est protestant. Il s'ensuit un isolement de la ville, d'abord confessionnel puis économique.
À deux reprises, Fritzlar aurait pu redevenir hessoise : pendant la querelle de la Cure de Mayence (1461-63) puis au cours de la guerre hessoise (1468-69) ; mais les deux fois elle parvint à se défendre victorieusement contre la vente de la ville au landgrave Henri III de Hesse envisagée par l'archevêque Adolphe II de Nassau : dans les deux cas, les actes de cession étaient paraphés de l'archevêque de Mayence et du landgrave, mais le conseil des échevins refusa de les entériner. Il fit échouer ces projets par une diplomatie habile, jouant sur l'inimitié entre Henri III de Hesse-Marburg et son frère Louis II de Hesse-Cassel, et de l'autre côté sur l'opposition entre l'archevêque et son chapitre canonial. Comme Fritzlar était toujours bien défendue et puissamment armée, ce fut le destin d'Hofgeismar, malgré une opposition similaire, d'être vaincue par les armes et de tomber aux mains du landgrave Louis.

### Guerres et épidémies (XVe–XVIIIesiècle)

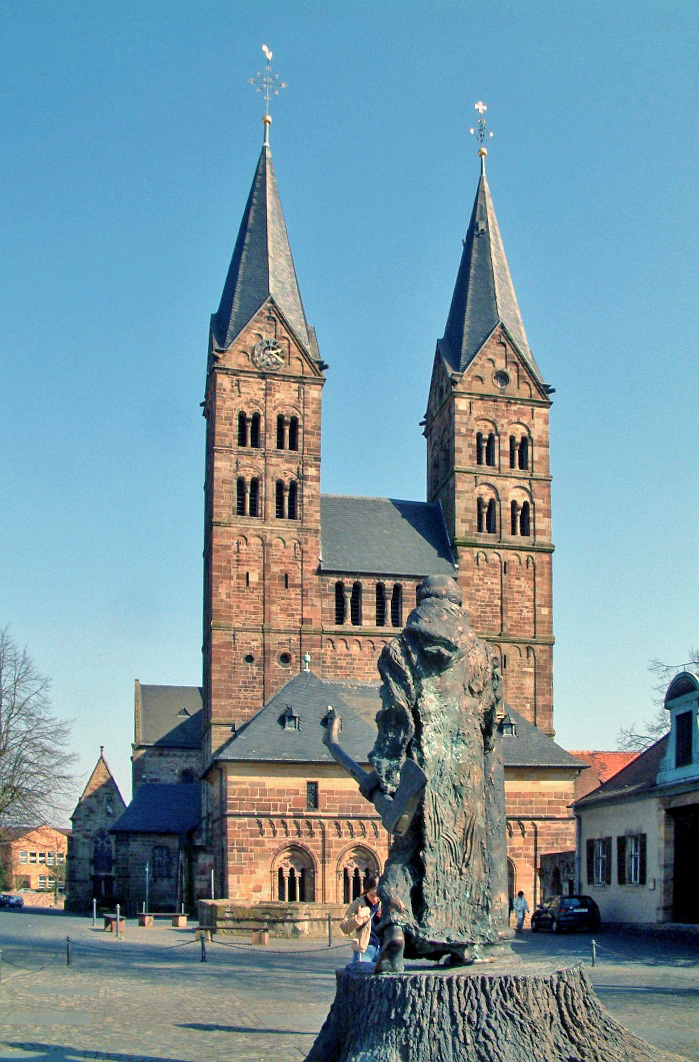
La cathédrale Saint-Pierre de Fritzlar.

La peste sévit en 1483 : des 2200 habitants que comptait la ville, il n'en survécut que 600. La mort noire ravagea la ville encore plusieurs fois par la suite, notamment en 1558, 1567, 1585, 1597, 1610-11 et 1624. La ville ne devait retrouver une population de 2 000 habitants qu'en 1840.
La Guerre de Trente Ans entraîne un pillage en 1621 par les troupes du duc Christian de Brunswick, puis, le 9 septembre 1631 l'assaut et le pillage par les troupes protestantes du landgrave Guillaume V, avec prélèvement d’une forte rançon. Au retour de la Bataille de Lützen (1632), Tilly s'en retourne vers Fritzlar, que les Hessois viennent juste de quitter, mais qu'ils reviennent occuper derechef sitôt que ce dernier a repris la route. Ils y demeurent jusqu'en 1648, malgré des menaces répétées de l'armée impériale. Le 14 août 1640, les troupes de l'empereur, commandées par l'archiduc Léopold Guillaume et le général Piccolomini, occupent ainsi la ville, et le 20 août une armée suédoise sous drapeau royal, que les troupes impériales ne sont absolument pas prêtes à affronter, fait irruption. Une fois que les Suédois puis les Impériaux ont quitté la ville, les Hessois viennent la réoccuper. Puis en 1647, les troupes autrichiennes et bavaroises, commandées par les généraux von Gronsfeld et Melander, reviennent occuper Fritzlar, sont pris à partie par les Suédois et les Hessois commandés par le général Wrangel, et les Français commandés par Turenne, mais reprennent aussitôt la ville et ne la quittent qu'au printemps 1648. Les occupants hessois reviennent une dernière fois, le 31 août 1648 et évacuent définitivement la place. Lors de la paix de 1648, la population était passée de 2400 en 1618 à moins de 400, et il allait falloir encore 70 ans avant que la ville et le diocèse aient apuré les indemnités de guerre.
La Guerre de Sept Ans amène elle aussi son lot de déprédations. La ville est occupée tour à tour par les Hessois, les Saxons du Brunswick, les Hanovriens et les Anglais puis de nouveau par les Français alliés aux Wurtembergeois. Du 12 au 15 février 1761 il y a de violents combats entre les quelque 1 000 soldats franco-irlandais retranchés à Fritzlar sous les ordres du vicomte de Narbonne-Pelet et l’armée de siège forte de 6 000 hommes commandée par le prince héritier de Brunswick-Wolfenbüttel, Charles-Guillaume-Ferdinand, un neveu de Frédéric le Grand.
Après les combats meurtriers du 13 février (surtout pour les Hanovriens), les assiégeants reçoivent le lendemain les renforts de 15000 hommes et d'une forte artillerie, et engagent d'emblée le bombardement méthodique de la ville, qui se termine le 15 par un incendie destructeur. Le général Narbonne capitule dans l'après-midi, mais obtient que ses troupes se retirent libres. Les alliés victorieux défilent en ville, prélèvent une contribution de 10 000 thalers et entreprennent de jeter à bas les fortifications et les chemins de ronde. Ce n'est qu'à l'approche d'une nouvelle armée française, le 9 mars, qu'ils fuient Fritzlar. En 1762, les Français poursuivent la destruction des fortifications de la place, faisant abattre les tours et remparts restants, combler les deux fossés au nord ; ils détruisent les vignobles qui surplombaient le val d'Eder, et que seuls des noms de rue commémorent de nos jours. Fritzlar cessait ainsi d'être une place-forte, et les vignobles séculaires disparurent avec le défrichement des coteaux.

### Monastères et églises

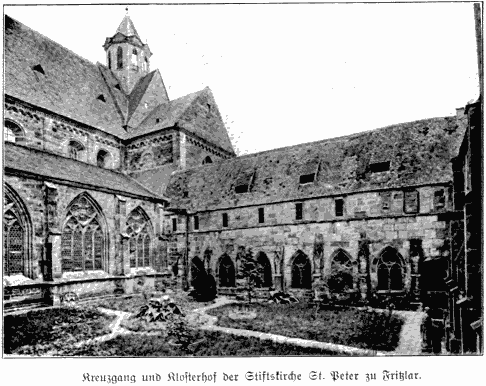
Cloître et déambulatoire du monastère Saint-Pierre de Fritzlar (Dr. Paul Herre, 1912).

Le monastère bénédictin de Boniface et Wigbert et l’abbaye Saint-Pierre sont loin d'être les seuls édifices religieux édifiés en ville au fil des siècles : en 1145, un monastère des Augustins est créé, avec l’hospice des pauvres et l'église Sainte-Catherine. Il est abandonné au XVe siècle, et l'on construit à la place l'actuel couvent des Ursulines entre 1713 et 1719.
Après que Conrad de Thuringe a rasé la ville en 1232, les Franciscains reçoivent l'autorisation d'établir un monastère qui, faute de place, est adossé directement aux remparts : ce bâtiment est consacré en 1244. Lorsque à la suite de la controverse sur la pauvreté le pape Léon X reconnaît en 1517 la scission de l'ordre des Franciscains, le monastère se réclame de l'ordre des Cordeliers (conventuels), qui permet la propriété « en commun ». Le cloître doit fermer ses portes en 1548, la Réforme luthérienne ayant trop de partisans en ville, puis en 1552, lorsque les troupes du landgrave de Hesse occupent Fritzlar et y imposent la Réforme, les moines doivent même partir. Cette occupation militaire se termine en 1555 avec la paix religieuse d'Augsbourg, qui décide que la ville reste catholique. Malgré cela, en janvier 1562, le doyen du chapitre de Mayence doit intervenir avec 200 reîtres et 300 piquiers pour réprimer le soulèvement de bourgeois d'obédience protestante. Avec la Contre-Réforme, ce sont d'abord les Jésuites qui en 1615 viennent s'établir, puis les Cordeliers reviennent en 1619 dans leur monastère.
Le diocèse est dissous en 1803 dans le cadre de la Sécularisation, ce qui fait que la congrégation, condamnée à disparaître, est définitivement dispersée en 1811 ; la ville prend possession de tous ses biens, y compris l’église. La grande abbaye gothique, terminée vers 1330, est rachetée entre 1817 et 1824 par la communauté évangélique luthérienne, et est restée depuis l'église évangélique de Fritzlar, cependant que les autres bâtiments sont convertis en hôpital.
L’Ordre Teutonique s'était établi à Fritzlar dès 1219, et par une donation du landgrave de Thuringe Henri le Raspon en 1231, il bénéficiait d'importants édifices dans l'actuel quartier d'Obermöllrich. Lorsque trois ans plus tard le couvent d'Ahnaberg légua ses possessions à Obermöllrich aux chevaliers teutoniques, ces derniers y établirent une commanderie, qui devint plus tard le bailliage de Thuringe. À partir de 1255, elle est l'une des neuf commanderies autonomes de Thuringe, et un bailliage autonome de Hesse. En 1304, l'Ordre transfère sa commanderie à Fritzlar, et les bâtiments ne seront démolis qu'en 1717. Le comte Damien Hugo von Schönborn, haut-bailli de Hesse, construit à la place la Maison des Teutoniques qui existe toujours et est une propriété privée.
Le couvent de Fritzlar, fondé en 1260 et qui se trouve légèrement à l'est de la vieille ville, n'a probablement connu qu'une activité éphémère si l'on se réfère à son nom et à quelques documents du XIVe siècle, mais la question est aujourd'hui débattue. Il y eut souvent des affrontements sur la propriété des églises dans le landgraviat de Hesse, particulièrement pendant la Réforme en 1527, parce qu'elles se situaient dans le quartier d'Obermöllrich, mais dépendaient de l’Électorat de Mayence.
Les Ursulines de Metz fondent en 1711 un couvent à Fritzlar, à l'emplacement du monastère des Augustins à l'abandon. En 1713, elles posent la première pierre d'une école de jeunes filles. Les bâtiments sont achevés en 1719, et l'église Sainte-Catherine est consacrée chapelle du couvent en 1726. Pendant le Kulturkampf de Bismarck, les sœurs sont expulsées de Fritzlar (le couvent reconverti en locaux administratifs), mais en 1888 elles obtiennent une reconnaissance officielle par la Prusse. Sous le gouvernement nazi, elles sont confrontées à de nouvelles tribulations : les petites écoles ferment en 1934, le lycée en 1940, les locaux conventuels sont confisqués et les sœurs expulsées par la Gestapo en 1941. Depuis le retour des religieuses en novembre 1945, le couvent a connu un regain d'activité soutenu. L'école des Ursulines est aujourd'hui une école autogérée qui assure des cours jusqu'au niveau du lycée.
Un monastère des Prémontrés a été créé en 1989, qui porte depuis 1992 le nom de prieuré Saint-Hermann Josef.
Au moins six églises et chapelles ont disparu au fil des siècles, dont :
- l’église Saint-Nicolas, construite en 1266, devenue propriété de la ville en 1493, confiée aux Jésuites en 1615. Elle se dressait à l’emplacement de la poste actuelle. Elle fut un temps la chapelle des membres de la guilde des marchands. Après l'expulsion des Jésuites pendant la guerre de Trente ans, elle est tombée en déshérence. Le clocher, qui arborait l'horloge de la ville, fut le dernier à disparaître, abattu en 1755.
- La chapelle Saint-Jean, qui était vraisemblablement la chapelle du palais impérial, se trouvait au nord de la Place de la Cathédrale, à l'emplacement de l'actuelle maison évangélique protestante. Elle fut abandonnée aux chapelains en 1463, perdit sa fonction cultuelle pendant la guerre de Sept ans, fut reconvertie en magasin militaire et finalement démantelée en 1848.
- L’église Saint-George, dont dépendait le premier hôpital, une léproserie, se trouvait à l' emplacement de l'actuel hôtel des impôts. Cet hôpital fut transféré en 1308 dans les anciens fossés de moulin à l'extérieur de Neustadt : la chapelle de l'hôpital s'y trouve toujours.
- Une « chapelle Sainte-Marie », dont il ne subsiste rien, se dressait au XVIe siècle devant la porte du Schildertor.

### Période contemporaine

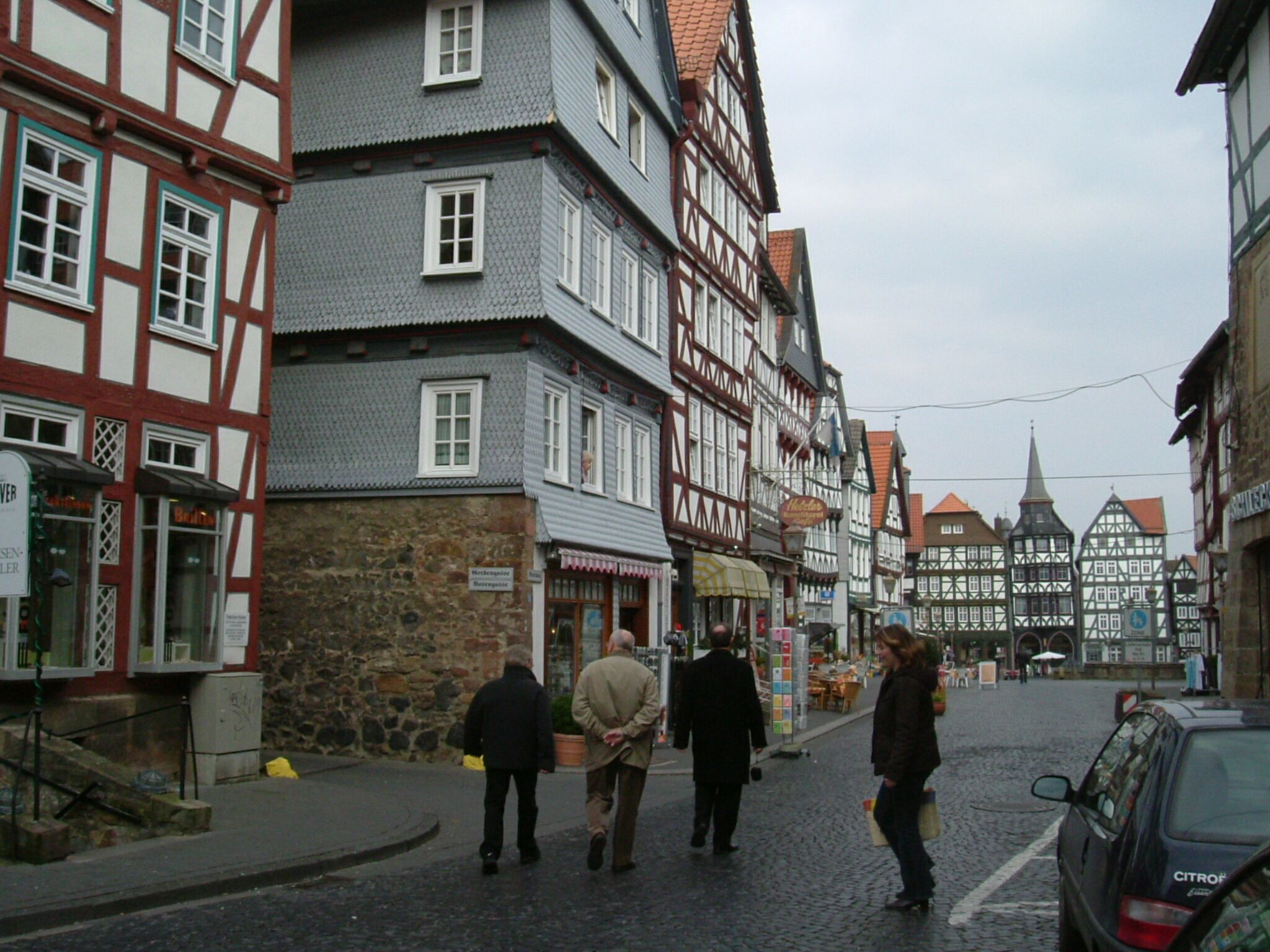
Une rue de Frizlar aujourd'hui, avec en arrière-plan la place du marché.

Après le Recès d'Empire de 1803, Fritzlar fut rattachée, avec les anciennes possessions de l'Électorat de Mayence qu'étaient Naumburg, Amöneburg et Neustadt, à la Hesse-Cassel au sein d'une Principauté de Fritzlar. Le landgrave Guillaume IX, en application des articles de la paix de Lunéville (9 février 1801) et des projets d'indemnisation franco-russes (18 août 1802), avait pris les devants en occupant militairement (septembre-octobre 1802) ces places ainsi que Volkmarsen (qui jusque-là dépendait de l’Électorat de Cologne), avant qu'elles ne lui soient octroyées officiellement en décembre 1802. Fritzlar devint chef-lieu du district de Hesse-Cassel en 1821, et conserva ce statut jusqu'à l'annexion de la Hesse électorale par la Prusse en 1866. Elle fut même de façon éphémère siège de l'arrondissement de Fritzlar, dont dépendaient les districts de Fritzlar, Homberg et Ziegenhain, entre 1848 et 1851.
Au cours de la Guerre austro-prussienne, la ville fut d'abord occupée par les hussards de Trèves, puis par l'artillerie et l'infanterie prussienne, sans que cela occasionne de troubles.
En 1932, le district fusionna avec celui, voisin, de Homberg, donnant naissance à l’arrondissement de Fritzlar-Homberg (immatriculation FZ à partir de 1956).La Seconde Guerre mondiale est surtout marquée par la catastrophe des 17-18 mai 1943, avec la ruine du barrage d’Edertal provoquée par les bombes rebondissantes et le raz-de-marée qui submergea les bas-quartiers, et la Pâques de 1945 : les colonnes blindées américaines atteignirent la ville le jour du Vendredi saint. Dans les 36 heures qui suivirent, 40 allemands et 120 soldats américains trouvèrent la mort avant que la ville soit prise le dimanche.
Lors du programme de régionalisation de 1974, les districts de Fritzlar-Homberg, Melsungen et Ziegenhain fusionnèrent au sein du district de Schwalm-Eder avec siège à Homberg (Efze) et immatriculation HR. Par la même occasion, on agrégea neuf villages ainsi que la ville de Züschen à la commune de Fritzlar.

### Ville de garnison
Avec le rattachement à la Hesse, Fritzlar devint une ville de garnison. Déjà en 1803, un escadron du régiment de dragons « Landgraf Friedrich » de Wolfhagen y était stationné, bientôt suivi d'autres unités du même régiment. En 1806, lorsque la guerre éclate entre la Prusse et la France, le maréchal Mortier occupe la principauté, neutre en principe : la petite armée hessoise, bien armée et expérimentée, est désarmée puis intégrée à l'armée nationale du Royaume de Westphalie (1807-1813) constitué par Napoléon.
Après la reconstitution de la principauté en 1815, le 1er régiment de hussards de Hesse est stationné à Fritzlar. En 1827, la ville concède pour 2 000 thalers la Hochzeitshaus au régiment, puis en 1840 la garnison est dissoute. Au cours des journées révolutionnaires de 1850-51, Fritzlar est occupée en représailles par les dragons Bavarois.
Après l'annexion de la Hesse-Cassel par la Prusse en août 1866, Fritzlar devient une ville de garnison prussienne, hébergeant d'abord des unités de cavalerie, puis bientôt le 14e régiment d'artillerie de campagne, dans le vaste camp militaire aménagé au nord de la ville. Ce régiment participera à la Bataille de Wissembourg (1870), de Frœschwiller, de Sedan, et au Siège de Paris (1870). De 1872 jusqu'à la Première guerre mondiale, le 11e régiment d'artillerie de campagne sera en garnison à Fritzlar et Cassel.
La ville conserve une garnison pendant l'entre-deux-guerres, d'abord avec la 11e batterie d'artillerie montée du 5e régiment de la Reichswehr. Avec l'avènement du Troisième Reich, la garnison est considérablement renforcée : la vieille caserne Watter de la Kasseler Strasse reçoit alors le 5e régiment d'artillerie, des contingents des 9e, 29e, 45e et 65e régiments d'artillerie, ainsi que des classes et des réservistes. Un aérodrome neuf de 300 ha dans la dépression au sud de la ville est aménagé entre 1935 et 1938, et devient en avril 1938 une base de chasseurs et d’avions d'attaque au sol : à ce titre, le futur Président fédéral Walter Scheel y sert en tant que jeune officier d'aviation. La vénérable Auewarte, l'un des sept postes de garde de la ville, fut victime de ce chantier en 1937. De 1941 à 1944, l'aérodrome servira aussi pour les vols d'essai de la Flugzeug- und Motorenwerke AG de Dessau : c'est là, notamment, que le 1er octobre 1943, le prototype du « Ju 352 » accomplit son premier vol.
Dans l'Après-guerre, la caserne d'artillerie, largement désuète, et ses bâtiments reçurent divers usages civils (abri pour les réfugiés, atelier, école, gymnase, club hippique, quartier d'hiver pour le cirque Althoff), cependant que les forces d'occupation alliées exploitaient l'aérodrome : d’août 1946 à juin 1947, la 27e escadrille de chasse américaine, équipée de Republic P-47 Thunderbolt, y tenait sa base. En 1951, c'est au tour du 5e régiment de hussards Français, équipé de chars de reconnaissance M24 Chaffee puis de AMX-13 (et fusionné par la suite au sein de la 3e division d'infanterie) d'occuper l'aérodrome. En outre était présent le 3e régiment de spahis algériens, Français, équipé de chars legers M24 Chaffee.
Avec la constitution de la Bundeswehr en 1956, les troupes alliées se retirent, remplacées à Fritzlar par des bataillons de grenadier et d'artillerie, rejoints à partir de 1957 par des avions de combat. L'aérodrome devient ainsi la base aérienne de Fritzlar. Depuis 2002, l'unité sanitaire 210 est stationnée en ville. Enfin en 2006, dans le cadre de la modernisation de la Bundeswehr, le 1er régiment de chasseurs héliportés, l'état-major et le personnel de la 1re Brigade héliportée (Luftbewegliche Brigade 1), ainsi que le 36e régiment d'hélicoptères de combat Kurhessen qui en dépend, ont été basés à Fritzlar. Ce dernier régiment est équipé d’appareils de type Bölkow Bo 105 (à la date de mai 2008, les Eurocopter EC-665 Tigre n'ont pas encore été livrés...).

## Administration
| Période | Période | Identité           | Étiquette | Qualité |
| ------- | ------- | ------------------ | --------- | ------- |
| 2006    | 2012    | Karl-Wilhelm Lange | CDU       |         |
| 2012    |         | Hartmut Spogat     | CDU       |         |

## Jumelages
- Burnham-on-Sea/Highbridge dans le Somerset,  Royaume-Uni
- Casina en Émilie-Romagne,  Italie

L'école « Ursulinenschule » est également jumelée depuis 1986 avec les collèges français de St Michel et St Joseph (Tous deux situés à Bourgoin Jailleu, Isère).

## Personnalités liées à la ville
- Johannes Hefentreger (1497-1542), théologien né à Fritzlar.
- Wilhelm Naegel (1904-1956), homme politique né à Fritzlar.